# 498797 Linshiawshin
498797 Linshiawshin è un asteroide della fascia principale. Scoperto nel 2008, presenta un'orbita caratterizzata da un semiasse maggiore pari a 2,7771045 au e da un'eccentricità di 0,2060420, inclinata di 5,46195° rispetto all'eclittica.